# The Ten Commandments (1923)
The Ten Commandments is een stomme film uit 1923 onder regie van Cecil B. DeMille. Het is gebaseerd op het verhaal Mozes en de ontvluchting uit Egypte. Hij was gemaakt met duizenden figuranten en speciale effecten die voor die tijd ongeëvenaard waren. De film was in de jaren twintig heel populair maar verloor later de aandacht, tot DeMille in 1956 de klassieke versie maakte van de film. Beide versies zijn verkrijgbaar op de 50-jarig jubileum-dvd-box van The Ten Commandments.

## Verhaal
De film gaat het eerste kwartier over de vlucht uit Egypte, het oversteken van de Rode Zee, de tien geboden en het gouden kalf. In het tweede gedeelte zie je een Amerikaans gezin met een moeder, een broer die niet gelooft en de andere broer die dat wel doet. En een vrouw die zomaar na het stelen van een brood hun huis binnen vlucht. Beide broers strijden voor haar aandacht. Wanneer de gelovige broer haar ten huwelijk vraagt denkt zij dat het namens de andere is. En dus trouwt ze met de ongelovige broer, waarbij hij zijn gelovige broer en moeder achterlaat. Drie jaar later is de ongelovige broer een succesvolle makelaar en de gelovige broer gewoon een simpele timmerman. Ze werken voor het eerst sinds tijden samen voor de renovatie van de kerk.
Wanneer de gelovige broer de ander zijn vrouw van een ontijdige dood redt komt hij erachter dat de kerk op instorten staat. Zijn broer zit erachter hij blijkt goedkoop en onveilig beton te gebruiken voor al zijn gebouwen. Als hij hem waarschuwt denkt de broer dat het een manier is om zijn vrouw af te pakken. Ondertussen bezoekt hun moeder de afgesloten kerk. Plots stort een muur in en begraaft de vrouw levend. Ze graven haar uit en ze sterft vrijwel direct. Allemaal slechte dingen komen ineens op hem (de ongelovige broer) af. Waardoor hij steeds meer waanbeelden van god ziet. Hij gaat naar zijn minnares om geld van haar te stelen. Zij maakt hem wijs dat zij melaats is en hij het gekregen heeft. Uit een daad van wanhoop schiet hij haar dood. De dienstbode hoort dit en waarschuwt de politie. Wanneer de man zijn vrouw confronteert met het feit dat hij iemand vermoord heeft, staat ineens de politie voor de deur; de vrouw helpt hem ontsnappen. Hij slaat op de vlucht per boot. Tijdens een storm slaat deze boot dan ook met hem erin om. De vrouw zoekt toevlucht bij de gelovige broer, waar ze tot geloof komt.

## Trivia
- Deze film begint vlak na de negende plaag, terwijl in de 1956 versie de film al begint met de geboorte van Mozes
- De relatie tussen de broers komt in de nieuwe versie terug in de vorm van de relatie tussen Mozes (Charlton Heston) en zijn stiefbroer de farao Ramses (Yul Brynner).
- De tiende plaag wordt in deze film niet getoond maar er wordt wel over gesproken.
- In de tekstbalken van deze film heeft men stukken genomen van het Bijbelboek Exodus.
- De gelovige zoon is timmerman, hetzelfde beroep dat Jezus Christus had.

## Rolverdeling
| Acteur               | Personage                   |
| -------------------- | --------------------------- |
| Theodore Roberts     | Mozes                       |
| Charles de Rochefort | Farao                       |
| Rod La Rocque        | Danny (De ongelovige broer) |
| Richard Dix          | Johnny (De gelovige broer)  |
| Leatrice Joy         | Mary (De vreemde vrouw)     |
| Edythe Chapman       | De moeder                   |